# Gabare (monnaie)
Pour les articles homonymes, voir Gabare (homonymie).
La gabare est une monnaie complémentaire émise depuis le 17 septembre 2016.
Elle est utilisée en Touraine et dans le Loir-et-Cher.

## Historique
Le 17 septembre 2016, l'association Les Planches à gabare, après avoir fait reconnaître la gabare auprès des autorités, met les premiers billets de gabare, dit coupons, en circulation depuis Le Moulin à thé qui fait office de bureau de change. En l'espace de trois mois, 20 000 gabares sont mises en circulation. L'objectif est de dynamiser l'économie locale car l'argent ne circule qu'entre les commerces participants et les consommateurs sans passer par des banques. La monnaie ne circule alors que dans la ville de Tours.
En 2016, le nombre de gabares en circulation passe à 30 000,.
En mai 2017, elle est considérée comme l'un des piliers du dynamisme de la ville de Tours.
Le 31 décembre 2020, elle est utilisée par plus de 200 commerces en Touraine,.
Le 14 janvier 2021, la gabare est utilisée dans le Loir-et-Cher,. L'association La Gabare 41 y contribue à sa promotion,.
Elle circule également en région orléanaise en 2022.

## Fonctionnement

### Principe
Le principe de la gabare est de dynamiser l'économie de la région en poussant les consommateurs à la consommation. En effet, chaque billet n'est utilisable que six mois et se dévalue de 2 % par an. La monnaie ne peut donc pas faire l'objet de spéculation.
La monnaie ne peut circuler qu'entre les commerces participants et les consommateurs. Le cours de la monnaie est indexé sur celui de l'euro, une gabare valant un euro,.

### Les billets
La monnaie se décline en billets de 1, 4, 10 ou 25 gabares.
Afin de les dessiner, l'association a reçu des projets de la part d'une quinzaine de graphistes issus de la région. Elle a retenu un dessin de la Place Plume par Clément Haméon, une photo du Pont Wilson par Tatiana Proust, un parchemin figuratif par Parwine Aziz, un dessin de billet simple par Anne-Laure Decaux, des lignes représentant – notamment – une gabare par Damien Chamet et un dernier avec des vignes bicolores de Yohan. Ces projets ont été utilisés sur les billets dès leur première impression.
Les billets sont imprimés à Tours-Nord.